# Chorągiew kozacka Hermolausa Ligęzy
Chorągiew kozacka Hermolausa Ligęzy – chorągiew jazdy kozackiej I połowy XVII wieku, okresu wojen Rzeczypospolitej ze Szwedami i Moskwą.
Zwierzchnikiem tej chorągwi był podskarbi wielki koronny Hermolaus Ligęza herbu Półkozic. Żołnierze chorągwi wzięli udział w wojnie polsko-szwedzkiej 1626-1629.